# Catharanthus
Catharanthus este un gen de plantă cu flori din familia Apocynaceae. Genul cuprinde opt specii cunoscute, dintre care șapte sunt endemice din Madagascar, iar specia C. roseus este răspândită pe tot globul.
Catharanthus roseus, cunoscută și ca Vinca rosea, este principala sursă de vinca-alcaloizi, unii dintre aceștia fiind utilizați în chimioterapie.

## Specii
1. Catharanthus coriaceus Markgr. – Madagascar
2. Catharanthus lanceus (Bojer ex A.DC.) Pichon – Madagascar
3. Catharanthus longifolius (Pichon) Pichon – Madagascar
4. Catharanthus ovalis Markgr. – Madagascar
5. Catharanthus pusillus (Murray) G.Don. – India, Sri Lanka, Vestul Himalayei
6. Catharanthus roseus (L.) G.Don. - brebenocul de Madagascar
7. Catharanthus scitulus (Pichon) Pichon – Madagascar
8. Catharanthus trichophyllus (Baker) Pichon  – Madagascar